# Cerdaia lunata
Cerdaia lunata é uma espécie de cerambicídeo da tribo Achrysonini, com distribuição restrita ao Chile.